# Licenciement au Royaume-Uni
Le Licenciement au Royaume-Uni est encadré par la loi, qui prévoit une durée de préavis et une indemnité, proportionnels dans les deux cas à l'ancienneté du salarié. La proportionnalité du préavis progresse avec l'âge du salarié.
La personne licenciée peut en plus recourir aux tribunaux si l’employeur a fait preuve de discrimination envers le salarié.
Comme dans d'autres pays en Europe, le droit du licenciement repose sur « un principe de proportionnalité entre la liberté d'entreprendre et le droit à l'emploi ». Au Royaume-Uni, la Première ministre Margaret Thatcher a réformé et assoupli le code du travail par des Employment Acts successifs en 1980, 1982, 1984, 1987 et 1988.

## Règles

### Période d'essai
Au Royaume-Uni, la période d'essai au peut aller jusqu'à un an. Chacune des deux parties peut y mettre fin de son propre chef, sans préavis, ni indemnité ni justification.

### Indemnisation du licenciement économique
En cas de licenciement pour motif économique, une indemnité est due aux salariés, d'un montant proportionnel aux nombres d'années de présence. Elle devient même progressive à partir d'une certaine ancienneté. Ainsi, chaque année travaillée rapportera trois fois plus en indemnité à un salarié de 42 ans qu'à un salarié de 20 ans. Elle s'ajoute aux mois de salaire dus au titre du préavis, calculée aussi en fonction de l'ancienneté.
Depuis la réforme du conservateur John Major en 1996, le licenciement économique n'est plus indemnisé qu'à une semaine et demie de salaire par année de présence, à condition d'avoir plus de 41 ans. Si l’employé a moins de 22 ans, il n'a droit qu'à 0,5 fois le salaire hebdomadaire par année de service. Pour l'ancienneté intermédiaire (22 ans à 41 ans), c'est une semaine par année de présence.

### Préavis
Le préavis de licenciement dépend aussi de la durée de la relation de travail. Pendant les deux premières années de présence du salarié dans l'entreprise, le préavis n'est que d'une semaine. Au-delà de deux ans, la durée du préavis augmente, en fonction du nombre d’années d’ancienneté, pour atteindre vingt semaines de salaire, dans le cas d'un salarié ayant vingt ans d'ancienneté. Ce préavis est plafonné à 20 semaines. 

### Contestation du licenciement jugé abusif par le salarié
Le salarié peut obtenir plus devant les tribunaux, s'il juge son licenciement abusif, mais doit assumer des frais de 390 livres, depuis la réforme de David Cameron (conservateur) en 2013. Celle-ci a créé un statut de salarié-actionnaire, qui n'a plus droit à l'indemnité légale de licenciement ni à intenter d'action en justice pour licenciement abusif (à l’exception des licenciements discriminatoires ou considérés comme automatiquement abusifs), et a réduit de 90 jours à 45 jours le délai de consultation des syndicats en cas de plus de 100 licenciements. Les employeurs n'ont pas obtenu le délai de 30 jours réclamé.